# Diascia tanyceras
Diascia tanyceras är en flenörtsväxtart som beskrevs av Ernst Meyer och George Bentham. Diascia tanyceras ingår i släktet tvillingsporrar, och familjen flenörtsväxter. Inga underarter finns listade i Catalogue of Life.